# Yrkesallergi
Yrkesallgeri är allergiska problem som hör ihop med arbetsmiljön. I en del yrken är risken för allergiska problem större än i andra, beroende på olika mycket kontakt med allergener. Atopiker, personer med ökad ärftlig benägenhet för att utveckla allergi, brukar rekommenderas att väga in allergirisken när de väljer yrke.

## Luftvägsallergier och yrke
Arbetsmiljöer där det finns höga förekomster av gaser och partiklar innebär en risk vid astma, dessutom förstås yrken med exponering för allergen (pälsdjur, pollen, kvalster m m).
IgE-förmedlad allergi i arbetslivet kan utlösas av en del substanser. Andra mekanismer än IgE-förmedlad allergi kan också orsaka överkänslighetsproblem. En del yrken kan rubriceras som riskyrken för patient som har astma.

## Orsaker till IgE-förmedlad allergi i arbetslivet
- Djurallergen
- Biologiska hårvårdsmedel
- Kaffedamm
- Kryddor
- Kvalster
- Latex
- Mjöl
- Sojabönsdamm
- Anhydrider
- Kloramin-T
- Textilfärger

### Yrkesallergen tillgängliga för blodprovsdiagnostik
Abachiträ (Triplochiton scleroxylon), Alfa-amylas, Alkalas, Benjaminfikus, Bomullsfrö, Bougainvillea, Bromelin, Etylenoxid, Formaldehyd/Formalin, Fosfolipas, Ftalsyreanhydrid, Grön kaffeböna, Hexahydroftalanhydrid, Isocyanater: HDI, Isocyanater: MDI, Isocyanater:TDI, Ispaghula , Kloramin T, Latex (Hevea braziliensis), Lysozym, Maleic anhydrid, Maxatas, Metyltetrahydroftalanhydrid, Papain, Pepsin, Ricinoljefrö, Savinas, Silke (Bombyx mori), Solrosfrö, Trimellitinanhydrid TMA.

## Andra mekanismer än IgE-förmedlad allergi som kan orsaka överkänslighetsproblem i arbetslivet
- Luftfuktarallergen
- Mikroorganismer
- Aldehyder
- Akrylater
- Aminer
- Flussmedel
- Isocyanater
- Metallsalter
- Pyrolysprodukter

## Yrken där vid vissa typer av astma och luftvägsallergi kan utgöra problem
- Metallarbetare
- Svetsare
- Plastarbetare
- Färgtillverkare
- Vårdarbetare
- Veterinär
- Laboratoriearbetare
- Arbetare i zoologisk affär
- Lantbrukare
- Snickare
- Målare
- Kafferostare
- Ärt- och bönförpackare
- Fryshusarbetare
- Livsmedelstillverkare
- Tryckeriarbetare
- Frisör
- Kosmetolog
- Restaurangarbetare
- Brandman
- Dykare
- Körsnär
- Florist
- Bagare

## Diagnostik
När det gäller diagnostik vid yrkesastma och yrkesrinit gäller samma principer som vid annan inhalationsallergi. Se allergidiagnostik. Det finns IgE-blodprovstester tillgängliga för en del allergen, bl.a. abachiträ, alfa-amylas, alkalas, bomullsfrö, bromelin, etylenoxid, ficus spp., formaldehyd/formalin, ftalsyraanhydrid, grön kaffeböna, hexahydroftalsyraanhydrid, isocyanater: HDI, isocyanater: MDI, isocyanater: TDI, ispaghula (t.ex. Vi-Siblin), kloramin T, latex, lysozym, maleinsyraanhydrid, maxatas, metyltetrahydroftalsyraanhydrid, papain, fosfolipas, ricinoljefrö, savinas, silke (natur), silke (odlat), solrosfrö, trimellitinanhydrid TMA.

## Eksem och yrke
Alla yrken som innebär att man ofta behöver tvätta sig och som innebär mekanisk slitage på huden innebär en risk vid eksem.

### Några yrken som kan innebära problem för eksempatienter
- Metallarbetare
- Plastarbetare
- Gummiarbetare
- Veterinär
- Laboratoriearbetare
- Arbete inom farmaceutisk industri
- Arbete zoologisk affär
- Lantbrukare
- Kock
- Kallskänka
- Frisör
- Kosmetolog
- Målare
- Konsthantverkare
- Florist

## Ingen enkel tumregel
Det bör noteras att alla dessa olika yrken inte är olämpliga för alla astmatiker respektive alla eksempatienter. Man får i det enskilda fallet överväga hur svår patientens sjukdom är och hur hög exponering för skadliga ämnen patienten kan behöva utsättas för.